# Jobst Harrich
Jobst Harrich (getauft 30. September 1579 in Nürnberg; begraben 11. April 1617 ebenda) war ein Nürnberger Maler und Kopist.

## Leben
Jobst Harrich war Sohn des Schreiners Caspar Harrich und dessen Frau Barbara. Von 1594 bis 1597 machte Harrich eine Lehre beim Maler Martin Beheim (nicht zu verwechseln mit dem Kaufmann Martin Behaim). Am 20. November 1604 wurde er Meister. Von 1609 bis 1613 arbeitete Harrich als Vorgeher. Er bildete die Lehrlinge Georg Püler, Sebald Fischer, Sebastian Schütz, Christoph Gärtner und Matthäus Mair aus. Harrich wohnte mit seiner Familie am Bonersberg in der heutigen Schildgasse 26 in Nürnberg. Nach ihm wurde die Harrichstraße in seiner Heimatstadt benannt.

## Familie
Aus der Ehe mit seiner Frau Esther, die er im Jahr 1601 geheiratet hatte, gingen vier Söhne und zwei Töchter hervor. Sein Sohn Wolfgang Harrich wurde ebenfalls Maler.

## Werke
1613 beteiligte er sich an den Wandmalereien im Großen Rathaussaal in Nürnberg. Er galt als geschickter Kopist Albrecht Dürers. 1612 erhielt er den Auftrag, Dürers Paumgartner-Altar in der ehemaligen Klosterkirche St. Katharina zu kopieren, bevor die Originale in den Besitz des Herzogs Maximilian von Bayern übergingen.
Der Frankfurter Patrizier Jakob Heller bestellte 1507 bei Albrecht Dürer einen Altar, den sog. Heller-Altar. Er sollte zum Schmuck der Frankfurter Dominikanerkirche (Predigerkloster) und zur Förderung des eigenen Seelenheils dienen. Die Kirche verkaufte die Haupttafel 1614 an Maximilian von Bayern. Diese Haupttafel wurde beim Brand der Münchner Residenz 1729 zerstört. Jobst Harrich hatte vom Altarblatt „Mariae Himmelfahrt“ aber eine Kopie erstellt. Sie befindet sich heute im Frankfurter Historischen Museum.
Eines seiner berühmtesten Gemälde ist „Christus und die Ehebrecherin“, das im Musée du Louvre in Paris zu finden ist.

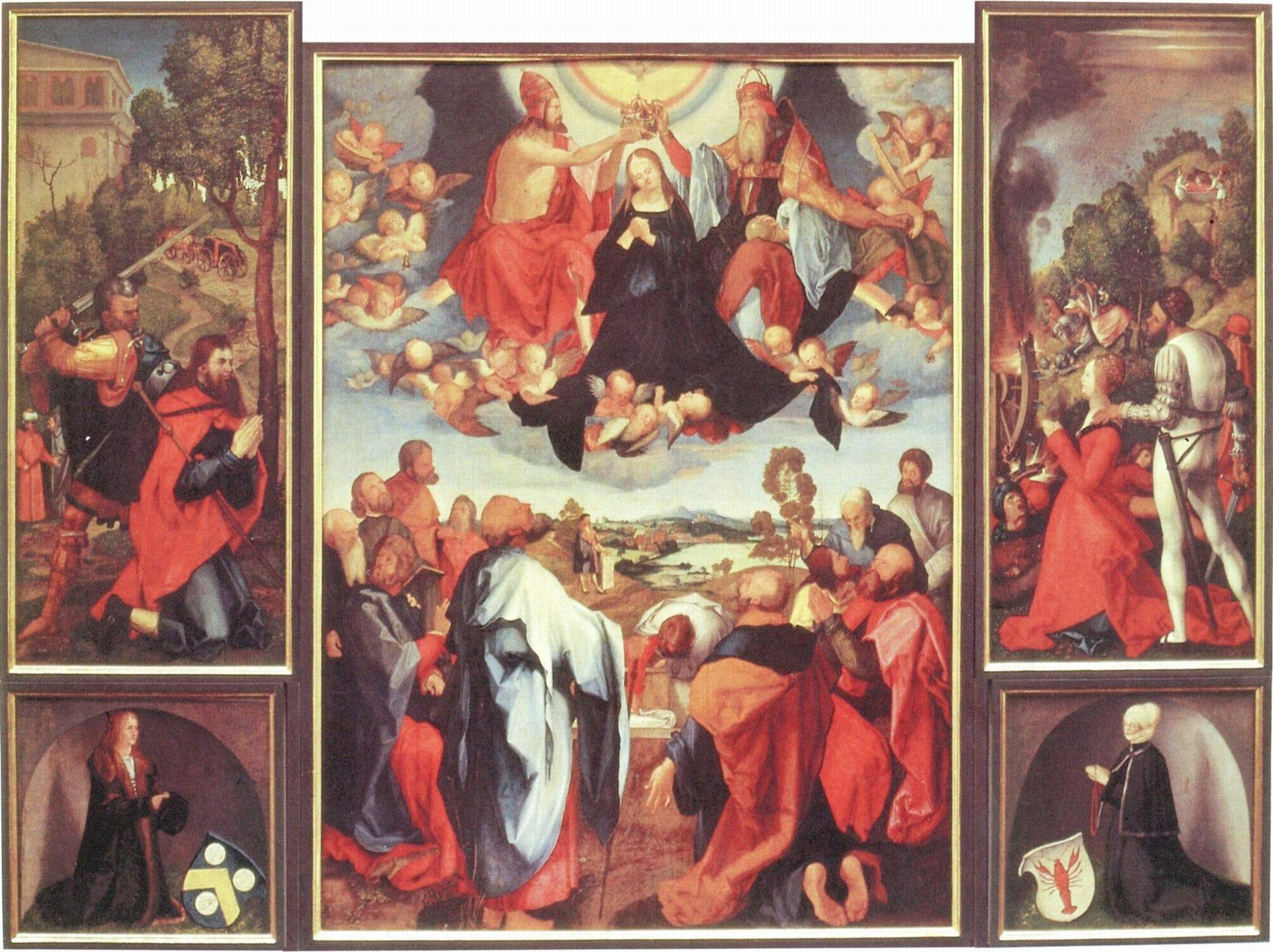
Der Heller-Altar
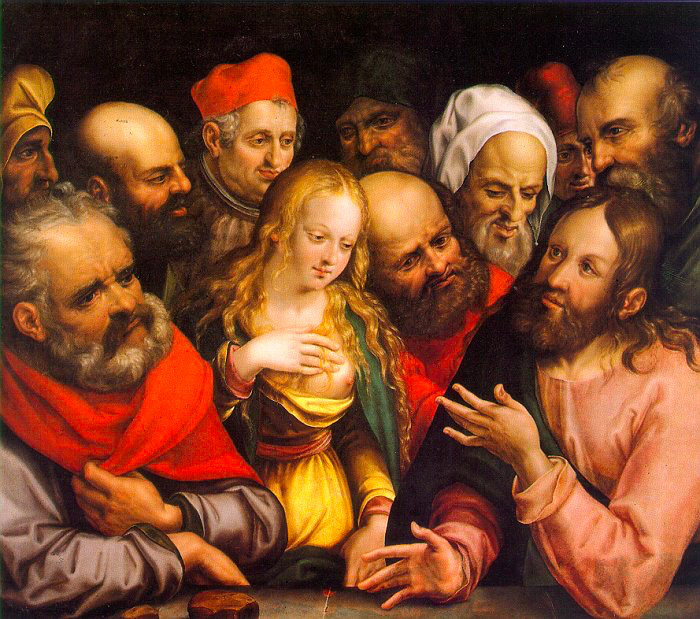
Christus und die Ehebrecherin